# Mlali (Dodoma)
Mlali è una delle circoscrizioni del distretto di Kongwa, nella regione di Dodoma in Tanzania. Secondo il censimento del 2002 aveva una popolazione di 27.460 abitanti.
A Mlali è attivo un centro di riabilitazione che cura le malattie ortopediche dei bambini, al quale afferiscono pazienti da tutta la Tanzania e dall'estero. Sono attivi anche ambulatori di altre specialità mediche, come l'odontoiatria praticata dai volontari italiani di Smile Mission. 